# Sparsorythus
Sparsorythus is een geslacht van haften (Ephemeroptera) uit de familie Tricorythidae.

## Soorten
Het geslacht Sparsorythus omvat de volgende soorten:
- Sparsorythus bifurcatus
- Sparsorythus celebensis
- Sparsorythus ceylonicus
- Sparsorythus dongnai
- Sparsorythus gracilis
- Sparsorythus grandis
- Sparsorythus jacobsoni
- Sparsorythus multilabeculatus